# 東帝汶交通
這頁面是關於東帝汶的交通

## 鐵路
東帝汶沒有任何鐵路。

## 道路
- 總長：6,040公里
- 未鋪平：3,440公里
- 已鋪平：2,600公里（2010年）

## 水道
東帝汶沒有任何水道。

## 管道
东帝汶没有任何的管道

## 港口及海港
- 帝力

## 商船
东帝汶商业不发达，仅1艘商船。

## 機場
機場數量：6個（2010年）
- 機場跑道已鋪平
  - 共有：2個
    - 長2,438至3,047米：1個
    - 長1,524至2,427米：1個（2010年）

- 機場跑道未鋪平
  - 共有：4個
    - 長914至1,523米：2個
    - 長914米或以下：2個（2010年）

直升機場：8個（2010年）